# Pholiota malicola
Pholiota malicola là một loài nấm trong họ Strophariaceae. Ban đầu được gọi là Flammula malicola bởi nhà nấm học Calvin Henry Kauffman vào năm 1926, nó đã được chuyển cho chi Pholiota bởi Alexander H. Smith vào năm 1934. Nó được tìm thấy ở Bắc Mỹ, và Úc.